# Jeanette Dolson
Jeanette Dolson   (Toronto, 13 d'agost de 1918 - North Palm Beach, 17 de juliol de 2004) va ser una atleta canadenca, especialista en curses de velocitat, que va competir durant la dècada de 1930.
El 1936 va prendre part en els Jocs Olímpics de Berlín, on va disputar dues proves del programa d'atletisme. Va guanyar la medalla de bronze en la prova del 4x100 metres, formant equip amb Dorothy Brookshaw, Hilda Cameron i Aileen Meagher, mentre en els 100 metres quedà eliminada en semifinals.
En el seu palmarès també destaquen una medalla de plata i dues de bronze als Jocs de l'Imperi Britànic de 1938.
El 1939 va ser recompensada amb el Trofeu Velma Springstead, com a millor atleta femenina del Canadà. La seva carrera finalitzà amb l'inici de la Segona Guerra Mundial. Posteriorment es va traslladar als Estats Units, on va viure fins a la seva mort, el 2004.

## Millors marques
- 100 metres. 12,2" (1937)
- 200 metres. 25,7" (1938)[2]